# Roderich Gooß
Roderich Gooß (geboren am 6. Mai 1879 in Kronstadt, Österreich-Ungarn; gestorben am 19. April 1951 in Wien, Österreich) war ein österreichischer Historiker und Diplomat. 

## Leben
Roderich Gooß wurde als Sohn des Generalstabsarztes Friedrich Gooß und der Mathilde Dück geboren, er war ein Enkel des Schäßburger Reichstagsabgeordneten Carl Gooß der Ältere und Neffe des Schäßburger Archäologen Carl Gooß. Er besuchte das evangelisch-deutsche Honterus-Gymnasium in Kronstadt. Gooß studierte Geschichte in Kiel, Marburg, Klausenburg und Wien. Seit 1899 gehörte er der Marburger Burschenschaft Arminia an. Er war von 1901 bis 1903 außerordentliches Mitglied des Instituts für Österreichische Geschichtsforschung (IföG) und wurde 1903 mit der Dissertation Ungarns Oberhoheit über die Walachei und die Moldau an der Universität Wien promoviert. Im Jahr 1904 begann er eine Laufbahn als Archivbeamter am österreichischen Haus-, Hof- und Staatsarchiv (HHStA). Gooß wurde als Leutnant der Reserve im Ersten Weltkrieg eingezogen und während des Kriegs bis zum Hauptmann befördert. Als Referent der Feindes-Abwehrstelle verfasste er 1918 die Broschüre Der Anteil der Dynastie an der Entwicklung Österreichs[sic]-Ungarns. Nach Kriegsende wurde er dem politischen Archiv des österreichischen Ministeriums des Äußeren zugeteilt. 
Im November 1919 trat er in den Auswärtigen Dienst des Deutschen Reichs ein. Er wurde 1925 zum Legationsrat befördert und 1928 zum Vortragenden Legationsrat. Von 1926 bis 1929 war er an die deutsche Gesandtschaft Wien abgeordnet. 1937 wurde er in den Ruhestand versetzt, jedoch von 1941 bis 1945 wieder aktiviert und in der deutschen Gesandtschaft in Kroatien (NDH) in Zagreb eingesetzt. 
Zwischen 1923 und 1930 war Gooß nebenamtlich für den Parlamentarischen Untersuchungsausschuss für die Schuldfragen des Weltkrieges tätig und verfasste ein Gutachten zur Kriegsschuldfrage.

## Schriften (Auswahl)
- Sonettenkranz von einer Südlandschaft. Gedichte. Dresden: Pierson, 1903
- (Bearbeiter): Österreichische Staatsverträge. Fürstentum Siebenbürgen (1526–1690). Leipzig: Engelmann, 1911
- Der Anteil der Dynastie an der Entwicklung Oesterreich-Ungarns. Wien: Feindespropaganda-Abwehr-Stelle, FASt, 1918
- Das Wiener Kabinett und die Entstehung des Weltkrieges auf Grund aktenmäßiger Forschung. 2. Auflage. Wien: Seidel, 1919
- Das österreichisch-serbische Problem bis zur Kriegserklärung Österreich-Ungarns an Serbien, 28. Juli 1914. Berlin: Deutsche Verlagsgesellschaft für Politik und Geschichte, 1930
- Die Siebenbürger Sachsen in der Planung deutscher Südostpolitik: Von der Einwanderg bis zum Ende des Thronstreites zwischen König Ferdinand I. und König Johann Zápolya (1538). Wien: Luser, 1940